# Konstantyn Hermoniak
Konstantyn Hermoniak lub Hermoniakos – poeta bizantyński, żyjący w I połowie XIV wieku w Epirze, autor wierszowanego romansu Iliada.
Konstantyn Hermoniak tworzył na dworze despoty Epiru Jana II Orsiniego (1323–1335) i jego żony Anny Paleologiny w I połowie XIV wieku. Z inspiracji władców Epiru sięgnął do tradycji klasycznej i dokonał przeróbki Iliady Homera na jasny, zrozumiały dla wszystkich język. Nowa wersja Iliady Hermoniaka (Metáphrasis historiás), obejmuje 8799 wersów zebranych w 24 pieśni, rapsodie. Ich początkowe litery tworzą akrostych. Hermoniakos rozpoczyna swój poemat od przedstawienia Homera, jego pochodzenia i losów, a kończy zemstą Hekaby, oślepieniem króla trackiego Polimestora i zamordowaniem jego ośmiu synów. W epilogu rozważa problem przeznaczenia człowieka i nędzy ziemskiego życia.
Swój poemat Hermoniak oparł nie tyle na samej Iliadzie, co raczej na Alegoriach do Iliady i Odysei oraz Wydarzeniach przedhomerowych, homerowych i pohomerowych Jana Tzetzesa. Korzystał też z Kroniki Konstantyna Manassesa przetykając całość cytatami z ksiąg Starego Testamentu. Pisząc Iliadę pozostawał wreszcie pod wyraźnym wpływem Opowieści o Troi (Roman de Troie) francuskiego poety Benoît de Sainte-Maure (XII w.).
Obszerny swój utwór Hermoniak dla większego „udziwnienia” ujął w nierymowany ośmiozgłoskowiec trocheiczny. Poeta nie w pełni opanował przyjęte metrum, toteż w poemacie roi się od błędów i dowolności weryfikacyjnych. Na dodatek utwór pisany w języku ludowym przyozdobił wyrażeniami w języku literackim. Wszystko to razem czyni z Iliady Hermoniaka lekturę trudną do przeczytania. Zachowały się 3 rękopisy utworu z XV wieku. W XVI wieku poeta Mikołaj Lukanis napisał w oparciu o poemat Hermoniaka własną wersję Iliady wydaną w Wenecji w 1526 roku.